# Osnes
Osnes é uma comuna francesa na região administrativa de Grande Leste, no departamento das Ardenas. Estende-se por uma área de 5,89 km². Em 2010 a comuna tinha 234 habitantes (densidade: 39,7 hab./km²).